# Farmington (Delaware)
Pour les articles homonymes, voir Farmington.
Farmington est une ville américaine située dans le comté de Kent, dans l'État du Delaware.

## Démographie
| 1890 | 1910 | 1920 | 1930 | 1940 | 1950 |
| ---- | ---- | ---- | ---- | ---- | ---- |
| 468  | 255  | 124  | 117  | 120  | 113  |

| 1960 | 1970 | 1980 | 1990 | 2000 | 2010 |
| ---- | ---- | ---- | ---- | ---- | ---- |
| 142  | 109  | 141  | 122  | 75   | 110  |

Selon le recensement de 2010, Farmington compte 110 habitants. La municipalité s'étend sur 0,08 milles carrés (0,21 km2).